# Universidad Nacional del Este
Die Universidad Nacional del Este (UNE) ist eine staatliche Universität in Paraguay.
Die Universidad Nacional del Este wurde durch das Gesetz Nr. 250 vom 22. Oktober 1993 gegründet.
Die Universität hat ihren Sitz in Ciudad del Este.
Der Präsident der Universität ist Lic. Víctor Brítez, der Vizerektor Ing. Gerónimo Laviosa.

## Fakultäten
- Agraringenieurwesen
- Wirtschaftswissenschaften
- Recht und Sozialwissenschaften
- Gesundheitswissenschaften
- Politechnik
- Philosophie